# Jean-Louis Mas
Pour les articles homonymes, voir Mas.
Jean-Louis Mas, né le 21 février 1953 à Bagnères-de-Luchon (Haute-Garonne) est un neurologue français hospitalo-universitaire spécialiste des maladies neurovasculaires. Il est professeur émérite de neurologie à l'université Paris-Cité, ancien chef du service de neurologie de l'hôpital Sainte-Anne, membre correspondant de l'Académie nationale de médecine.

## Biographie

### Famille et formation
Il est le fils de Robert Mas, pharmacien, et de son épouse Gemita Azum. Le 12 décembre 1981, il a épousé Frédérique Poursin de Lonchamp, médecin ophtalmologiste. De ce mariage, naissent deux enfants : Virginie et Guillaume.
Après des études secondaires à l'école Albert de Mun de Nogent-sur-Marne, il a poursuivi des études de médecine à la faculté de médecine de Paris-Est Créteil Val-de-Marne où il a obtenu le diplôme de doctorat de médecine. Il est aussi titulaire  d'un certificat d'études spéciales de neurologie, d'un certificat de pharmacologie générale de l'université de Paris-Diderot, d'un certificat de statistique médicale et d'une attestation d'études approfondies de biomathématiques et statistiques de l'université Paris-Sud.

### Carrière professionnelle
Jean-Louis Mas a été interne des hôpitaux de Paris de 1978 à 1984, puis chef de clinique et assistant des hôpitaux de Paris à l'hôpital de la Salpêtrière, puis à l'hôpital Sainte-Anne de 1984 à 1988, sous la direction de Pierre Rondot (1923-2017) et de Jean de Recondo (1929-2017). En 1989, Il a été nommé professeur des universités-praticien hospitalier promu à la classe exceptionnelle en 2009 à l'université Paris-Descartes devenue Paris Cité en 2019. Depuis 2022, il est professeur émérite de neurologie à l'Université Paris Cité.
Jean-Louis Mas a dirigé le service neurologie de l'hôpital Sainte-Anne (GHU Paris Psychiatrie Neurosciences) de 1995 à 2022 et a enseigné la neurologie à la faculté de médecine de Cochin-Port-Royal, puis à celle de Paris-Descartes et de Paris-Cité. Il a été membre du conseil national des universités de 2002 à 2009. Depuis 2002, il coordonne le diplôme inter-universitaire de pathologie neuro-vasculaire qui forme les médecins exerçant dans les unités neurovasculaires prenant en charge en urgence les patients atteints d’un accident vasculaire cérébral,. 
De 2009 à 2022, il a dirigé une équipe de recherche sur les accidents vasculaires cérébraux (AVC) au sein du Centre de Psychiatrie et Neurosciences de Paris (Inserm U894) devenu Institut de Psychiatrie et Neurosciences de Paris (Inserm U1266). Cette équipe a permis des avancées importantes dans la prévention et le traitement des accidents vasculaires cérébraux, récompensées par plusieurs prix.
Jean-Louis Mas a présidé la Société française de neurologie en 2020 et la Société française neuro-vasculaire de 2000 à 2002. Il a présidé le comité des recommandations de l« European Stroke Organisation » de 2012 à 2014 et a été membre du conseil d’administration de la « World Stroke Organisation » de 2008 à 2012. En 2014, il crée la Fondation pour la recherche sur les AVC, qu'il préside depuis.
Jean-Louis Mas est régulièrement invité dans les médias, comme spécialiste du domaine des accidents vasculaires cérébraux (AVC),, comme dans l'émission La Terre au carré de France Inter présentée par Mathieu Vidard.

## Apports scientifiques
Sur le plan scientifique, Jean-Louis Mas est reconnu pour ses travaux sur les causes des accidents vasculaires cérébraux et l’évaluation de nouvelles stratégies thérapeutiques. 
Jean-Louis Mas, en collaboration avec Philippe Lechat, a montré pour la première fois que le foramen ovale perméable (FOP), une anomalie de la cloison entre les oreillettes cardiaques, est associé à la survenue d’infarctus cérébraux chez l’adulte de moins de 60 ans. Il a ensuite démontré que la fermeture du FOP par cathétérisme cardiaque permet de réduire de facon très importante le risque de récidive d’infarctus cérébral,,,,,.
Il a comparé le traitement par angioplastie-stenting au traitement par chirurgie (endartériectomie) chez des patients ayant une sténose carotidienne athéroscléreuse et montré que le risque d’AVC périopératoire de l'angioplastie-stenting carotide est plus élevé que celui de la chirurgie, en particulier après 70 ans, mais que les deux traitements  ont une efficacité similaire pour prévenir le risque à long terme de récidive d'accident vasculaire cérébral,,.
En collaboration avec l’équipe du Pr Caplan (Boston), il a décrit pour la première fois le syndrome de leuco-encéphalopathie postérieure réversible.
Jean-Louis Mas a étudié l'incidence des accidents vasculaires cérébraux pendant la grossesse et le post-partum, leurs causes et le risque de récidive au cours de grossesses ultérieures,.
Il a évalué la prévalence des sténoses coronaires asymptomatiques et la possibilité de prédire leur présence chez les patients ayant un infarctus cérébral.
Il a contribué à décrire  l'histoire naturelle  des dissections des artères cervicales irriguant le cerveau,.

## Prix et distinctions
- 2013 : prix des études emblématiques des 20 ans du programme hospitalier de recherche cliniques, du ministère de la Santé ;
- 2017 : prix de l'Académie nationale de médecine[24] ;
- 2018 : prix Alain Castaigne de la Société française de cardiologie ;
- 2019 : Presidential Award de l' European Stroke Organisation pour l'ensemble de ses travaux sur l'AVC[25] ;
- 2020 : prix Jean-Paul Binet de la Fondation pour la recherche médicale[26] ;
- 2022 : grand prix scientifique de la Fondation Lefoulon-Delalande Institut de France[4].

## Publications

### Articles
Au 18 décembre 2022, Google Scholar indique que son indice h est de 93.

### Ouvrages
Depuis 1999, il coordonne un traité de neurologie en plusieurs volumes, aux éditions Doin.
Il a coordonné trois ouvrages sur les accidents vasculaires cérébraux : 
- Julien Bogousslavsky, Marie-Germaine Bousser et Jean-Louis Mas, Accidents vasculaires cérébraux, éditions Doin, 1993 (ISBN 2-7040-0704-7 et 978-2-7040-0704-2, OCLC 29532945, lire en ligne)
- Marie-Germaine Bousser et Jean-Louis Mas, Accidents vasculaires cérébraux, éditions Doin, Wolters Kluwer, impr. 2009 (ISBN 978-2-7040-1258-9 et 2-7040-1258-X, OCLC 495238814, lire en ligne)
- Jean-Louis Mas et Didier Leys. Accidents vasculaires cérébraux. Thérapeutique, éditions Doin, 2018  (ISBN 9782704015832)[29]

## Pour approfondir